# La Gamba
La Gamba ist ein kleiner Ort im Südwesten des mittelamerikanischen Staates Costa Rica am Rande des Esquinas-Regenwaldes bzw. des Regenwaldes der Österreicher.
Hier leben um die 70 Familien (ca. 500 Personen), die in ebenerdigen Häusern mit jeweils zwei bis drei Zimmern wohnen. Neben Trinkwasser und Elektrizität bietet die Infrastruktur des Ortes unter anderem zwei Pulperias (Greißlereien), ein öffentliches Telefon, eine Schule sowie zwei Kirchen.
Als Haupteinkommensquelle für die ansässige Bevölkerung (umgangssprachlich Ticos bzw. Ticas) dient Ackerbau und Tierhaltung, die vordergründig zur Deckung des Eigenbedarfs betrieben werden. Daneben finden sich außerdem Berufe wie Schneider, Tischler, Baumeister, Mechaniker, Taxiunternehmer und mehr. Fixe Anstellungen sind auf Grund der unsicheren Wirtschaftsverhältnisse eher selten und Gelegenheitsarbeit daher vorherrschend. Eine der wenigen Ausnahme in diesem Rahmen stellt das von Michael Schnitzler 1991 gegründete Projekt Regenwald der Österreicher und die in diesem Rahmen entstandene Tropenstation La Gamba am Rande der Ortschaft dar. Neben den so entstandenen fixen Arbeitsplätzen wirkt sich dieses Projekt nachhaltig im Bereich Natur- und Artenschutz aus und schafft eine Sensibilisierung der ansässigen Bevölkerung im Umgang mit ihrem Lebensraum.
Koordinaten: 8° 42′ N, 83° 11′ W